# سیاره ۵۱
سیارهٔ ۵۱ (به انگلیسی: Planet 51) پویانمایی سه‌بعدی کمدی و علمی-تخیلی است که توسط جورج بلانکو کارگردانی و جو استیلمن نویسندهٔ آن است. صداپیشه‌های آن دواین جانسون، جسیکا بیل، جاستین لانگ، گری اولدمن، شان ویلیام اسکات و جان کلیز هستند. این پویانمایی توسط شرکت‌های اسپانیایی، بریتانیایی و آمریکایی به‌صورت مشترک و استودیوی پویانمایی ایلیون در مادرید و هندمید فیلمز تهیه شده‌است این فیلم ابتدا برای توزیع در ایالات متحدهٔ آمریکا توسط نیولاین سینما در نظر گرفته شده بود اما بعداً پیش از تکمیل به سونی پیکچرز فروخته شد.
این پویانمایی با نام ابتدایی سیارهٔ یک با بودجهٔ ۷۰ میلیون دلاری تکمیل شد که در سال ۲۰۱۰، گران‌ترین فیلم تولید شده در اسپانیا بود. سیارهٔ ۵۱ در تاریخ ۲۰ نوامبر ۲۰۰۹ توسط تری‌استار پیکچرز منتشر شد.

## صداپیشه‌ها
- جاستین لانگ در نقش لم کرپلاگ، پسری نوجوان که در سیاره ۵۱ زندگی می‌کند و همچنین روور
- جسیکا بیل در نقش نیرا، یک دختر نوجوان و معشوقه لم.
- دواین جانسون در نقش کاپیتان چارلز «چاک» بیکر، یک فضانورد ناسا از مینه‌سوتا.
- فردی بندیکت در نقش اِکل، برادر کوچکتر نیرا
- گری اولدمن در نقش ژنرال گرال
- جان کلیز در نقش پروفسور کیپل، دانشمند جعلی سیاره ۵۱ که مصمم به مطالعه مغز چاک بود.
- شان ویلیام اسکات در نقش اسکیف، بهترین دوست لم
- متیو هورن در نقش سرباز وسکلین
- جیمز کوردن در نقش سرباز ونکوت
- آلن ماریوت در نقش گلار

## بازخوردها

### باجه بلیط فروشی
این فیلم در ۳٬۰۳۵ سینما اکران شد و در روز نخست اکران ۳٫۲ و در هفتهٔ نخست ۱۲٫۶ میلیون دلار فروش داشت. در کل فروش آن در سراسر جهان ۱۰۵ میلیون دلار بود.

### جوایز
| جایزه                        | رده                                                    | نامزد                                     | نتیجه    |
| ---------------------------- | ------------------------------------------------------ | ----------------------------------------- | -------- |
| Artios Award                 | Outstanding Achievement in Casting - Animation Feature | راث لمبرت و رابرت مک‌جی                    | نامزدشده |
| Cinema Writers Circle Awards | بهترین هنرمند جدید                                     | جورج بلانکو                               | برنده    |
| European Film Awards         | بهترین فیلم پویانمایی                                  | جورج بلانکو، خاویر آباد و مارکوس مارتینز  | نامزدشده |
| Goya Awards                  | بهترین فیلم پویانمایی                                  |                                           | برنده    |
| Goya Awards                  | بهترین موسیقی اصلی                                     | تام کات برای موسیقی "Stick It to the Man" | نامزدشده |

## موسیقی متن
آلبوم موسیقی متن فیلم توسط گروه دکا لیبل در تاریخ ۱۰ نوامبر ۲۰۰۹ (به‌صورت دیجیتال) و ۱۷ نوامبر ۲۰۰۹ (به‌صورت سی‌دی) منتشر شد.
| شماره      | نام                          | هنرمند(ان)                    | مدت   |
| ---------- | ---------------------------- | ----------------------------- | ----- |
| ۱.         | «لولیپاپ»                    | سوفی گرین                     | ۲:۳۰  |
| ۲.         | «Long Tall Sally»            | جان اسلومان                   | ۲:۱۰  |
| ۳.         | «Tried To Save the World»    | تام کاوت                      | ۳:۴۹  |
| ۴.         | «Ding Ding a Boom Boom»      | کیت مورل                      | ۲:۲۵  |
| ۵.         | «Gonna Be a Star»            | Tom Cawte                     | ۳:۳۵  |
| ۶.         | «Be Bop a Lula»              | Chris Cawte                   | ۳:۰۱  |
| ۷.         | «Greased Lightnin'»          | Lance Ellington               | ۳:۱۰  |
| ۸.         | «Unchained Melody»           | Keith Murrell                 | ۳:۳۷  |
| ۹.         | «Mr. Sandman»                | Peter Gosling                 | ۲:۳۰  |
| ۱۰.        | «Stick It to the Man»        | Tom Cawte                     | ۳:۲۹  |
| ۱۱.        | «شگفتی فضا»                  | Keith Murrell                 | ۵:۱۹  |
| ۱۲.        | «Planet 51 Orchestral Suite» | London Metropolitan Orchestra | ۷:۱۹  |
| مجموع مدت: | مجموع مدت:                   | مجموع مدت:                    | ۴۲:۵۴ |